# Смирнов, Владимир Алексеевич (бизнесмен)
Владимир Алексеевич Смирнов (род. 29 января 1957, Псков) — российский бизнесмен, первый председатель кооператива «Озеро».
Окончил Ленинградский институт авиационного приборостроения (ныне — ГУАП) в 1980 году, специализация — электромеханическое приборостроение. В 1986 г. защитил диссертацию и получил степень кандидата технических наук, в 2000 г. получил степень доктора экономических наук.
С 2008 года является членом Совета директоров Национального космического банка, входящего в Топ-200 российских банков.
Автор около 10 изобретений и 45 научных работ.
В 1988 г. стал самым молодым старшим научным сотрудником Ленинградского института авиационного приборостроения. В том же году получил Государственную премию для молодых ученых за выдающиеся работы в области науки и техники. Впоследствии эта премия была передана в Фонд Мира.

## Начало карьеры
В 1990 году основал одно из первых в Санкт-Петербурге совместных предприятий — девелоперскую компанию «Информ-Футуре» (российско-германское СП), построившую первый в городе офисный центр для иностранных компаний.
В 1996 году возглавил дачный кооператив «Озеро». С 1997 по 1998 гг. также являлся генеральным директором ЗАО «Петербургская топливная компания», с 1999 по 2000 гг. возглавлял Совет директоров компании.

## Tenex
С 2002 по 2007 гг. занимал должность генерального директора ОАО «Техснабэкспорт» (Tenex), занимающегося экспортом товаров и услуг компаний российской атомной отрасли. Tenex представляет 35—50 % мирового рынка ядерных материалов. В этот период времени Tenex также подписал долгосрочные контракты сроком до 2020 г. относительно гарантированных поставок низкообогащённого урана для почти всех АЭС в мире.
В 2002 г. Tenex под руководством В. А. Смирнова возобновил реализацию совместной с США программы по переработке высокообогащённого урана «Мегатонны в мегаватты». С момента запуска в 1994 году данная программа позволила России заработать 3,5 млрд долларов США.
В 2005 году был назначен внештатным советником главы Федерального агентства по атомной энергии (Росатом) В том же году он провел церемонию открытия филиала Tenex в Токио. По словам В. А. Смирнова, сотрудничество между Японией и Россией очень важно для развития мировой атомной энергетики.
С 2003 года Tenex является генеральным спонсором ежегодного российского конкурса научно-образовательных проектов «Энергия будущего». Конкурс, проводимый Ядерной Академией, ставит целью повышение эффективности образования и интеллектуального потенциала в атомной отрасли.
В 2002—2007 гг. по инициативе В. А. Смирнова Tenex спонсировал программу мероприятий по поддержке ядерного разоружения, нераспространению ядерного оружия и деятельности по охране окружающей среды, осуществляемых российскими и зарубежными общественными организациями. Так, Tenex выступил спонсором «Концерта мира», проводившегося 13 октября 2002 г. в городе Цуг (Швейцария) с участием знаменитого оркестра под руководством В. Спивакова. На мероприятии присутствовали лауреаты Нобелевской премии мира бывший президент СССР Михаил Горбачев и архиепископ Кейптаунский Дезмонд Туту, а также видные фигуры из Европейского Союза и участники движения за мир из различных стран.

## Награды
- медаль ордена «За заслуги перед отечеством» II степени (март 2006).